# Papiro di Rhind
Il Papiro di Rhind, conosciuto anche come Papiro di Ahmes, è il più esteso papiro egizio di argomento matematico giunto fino a noi. Deve il nome Ahmes allo scriba che lo trascrisse verso il 1650 a.C. durante il regno di Aauserra Ipepi (quinto sovrano della XV dinastia), traendolo da un papiro precedente composto fra il 2000 e il 1800 a.C. Il nome Rhind, invece, fa riferimento ad Alexander Henry Rhind, un antiquario scozzese, che acquistò il papiro nel 1858 a Tebe, in Egitto; pare sia stato trovato durante scavi illegali all'interno o nei pressi del Ramesseum. Risale al 1550 a.C. circa.  È scritto in ieratico. È diviso in 2 sezioni, originariamente collegate da una sezione centrale mancante lunga circa 18 centimetri: la prima è lunga 296 centimetri e larga 33 centimetri, la seconda è lunga 198,5 centimetri e larga 32 centimetri. Contiene tabelle di frazioni e 84 problemi aritmetici, algebrici e geometrici, con le relative soluzioni. Si trova attualmente al British Museum, che lo acquistò nel 1865; alcuni piccoli frammenti sono conservati al Brooklyn Museum di New York. È uno dei due noti papiri matematici insieme al Papiro di Mosca. Il Papiro di Rhind è più grande del Papiro di Mosca, ma quest'ultimo è più antico.

## Tabelle di frazioni
Le frazioni che hanno la forma {\displaystyle {2 \over n}} (con n numero dispari compreso fra 5 e 101) e {\displaystyle {n \over 10}} (con n numero naturale compreso fra 1 e 9) sono scomposte in somma di frazioni della forma {\displaystyle {1 \over n}} oppure {\displaystyle {2 \over 3}} ("frazioni egizie").

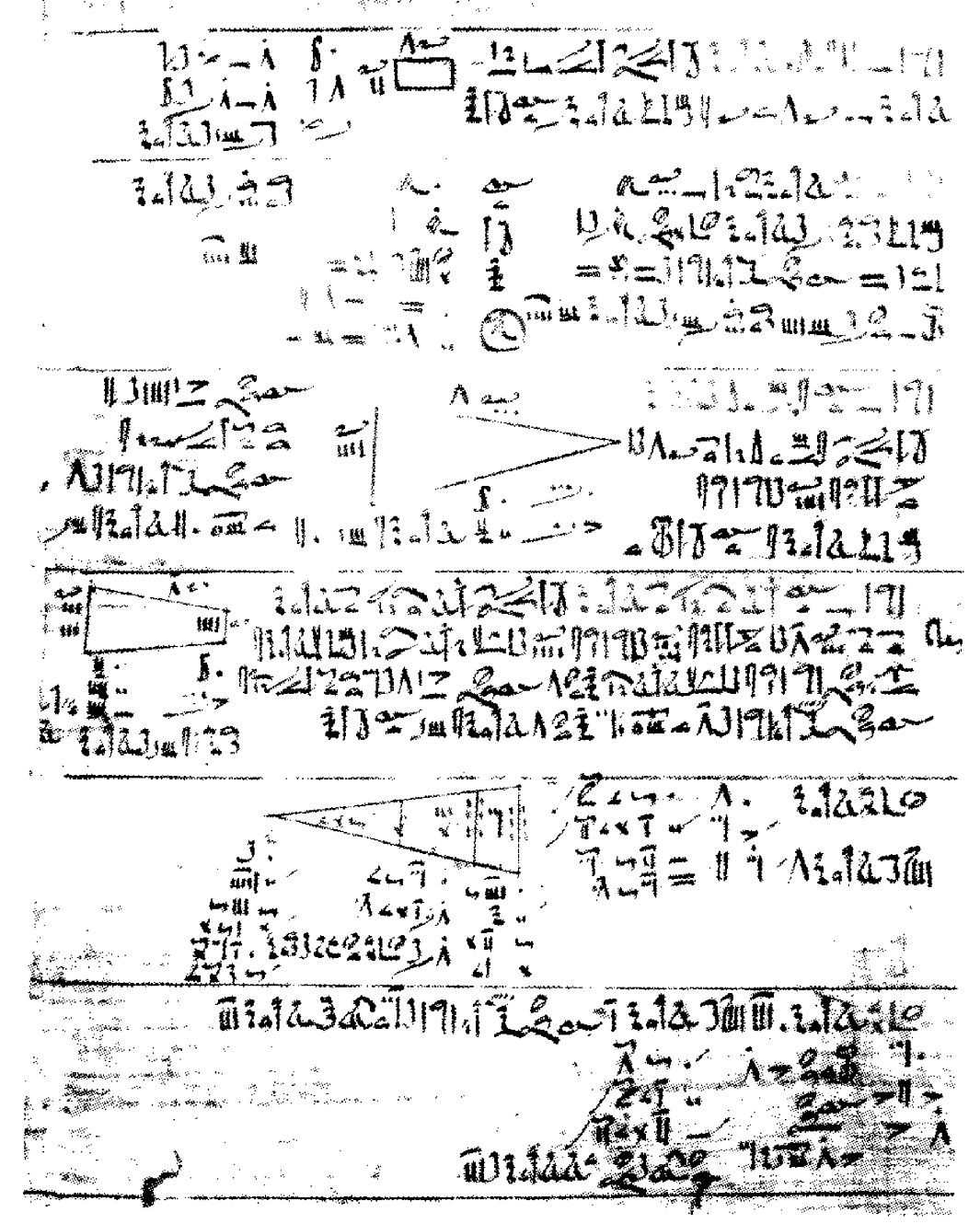

Ad esempio:
{\displaystyle {2 \over 5}={1 \over 3}+{1 \over 15}}.
{\displaystyle {9 \over 10}={1 \over 30}+{1 \over 5}+{2 \over 3}.}

## Problemi aritmetici
Gli Egizi usavano una successione di raddoppiamenti per eseguire sia la moltiplicazione sia la divisione.
Per moltiplicare addizionavano il moltiplicando a sé stesso, duplicavano ancora il risultato ottenuto e così via, finché (usando il linguaggio moderno) la potenza di due impiegata rimaneva minore del moltiplicatore.
Ad esempio, supponiamo di voler moltiplicare 25 per 11. 

Innanzitutto scomponiamo il secondo fattore (11) come somma di potenze di 2  (cioè 11=1+2+8). 

Secondariamente calcoliamo i prodotti degli addendi individuati (1; 2; 8) per il primo fattore (25):
| 1 × 25 |  | 25  |
| 2 × 25 |  | 50  |
| 8 × 25 |  | 200 |

A questo punto, sommiamo i prodotti ottenuti (200 + 50 + 25 per ottenere 25 × 11 = 275).
Per dividere si utilizzava lo stesso procedimento sul divisore. Ad esempio, volendo dividere 60 per 12 si calcolava:
| 1 × 12 |        | 12 |
| 2 × 12 |        | 24 |
| 4 × 12 | 2 × 24 | 48 |

Poiché 48 + 12 = 60,
60 : 12 = 4 + 1 = 5
Con questo sistema e utilizzando le tabelle di cui si è detto prima, Ahmes è in grado di moltiplicare e dividere frazioni. Alcuni problemi infatti richiedono di ripartire degli oggetti (pagnotte o birre) fra un certo numero di persone, e in proporzioni definite.

## Problemi algebrici
I problemi presentati sono risolubili con equazioni lineari nella forma:
{\displaystyle x+ax=b}, e
{\displaystyle x+ax+bx=c}
con x incognita e a, b, c noti.

Il termine per indicare l'incognita è aha 
| D34 |

 che vuol dire "mucchio".
Nel problema 24, ad esempio, viene calcolato il mucchio quando esso e il suo settimo sono uguali a 19.
Ciò, per noi, corrisponde all'equazione:
{\displaystyle x+{1 \over 7}x=19}
Per risolvere questi problemi Ahmes usa il "metodo della falsa posizione"; attribuisce, cioè, al "mucchio" un valore numerico senza preoccuparsi della sua correttezza. Nel caso precedente pone x = 7. Calcola quindi:
{\displaystyle 7+{1 \over 7}\cdot 7} ottenendo come risultato 8.
Confronta poi 8 con il risultato atteso 19, verificando che:
{\displaystyle 8\cdot (2+{1 \over 4}+{1 \over 8})=19}
Conclude quindi che per calcolare il mucchio occorre moltiplicare {\displaystyle 7} per {\displaystyle 2+{1 \over 4}+{1 \over 8}}
Nel caso del problema 30 il metodo usato è, invece, quello moderno.

## Problemi geometrici
I problemi geometrici riguardano il calcolo di alcune aree.
L'area del triangolo isoscele viene calcolata dividendolo in due triangoli rettangoli e ruotandone uno in modo da ottenere un rettangolo. Si trova il risultato, quindi, moltiplicando la metà della base per l'altezza.
Con lo stesso metodo si calcola l'area del trapezio isoscele: metà della somma delle basi per l'altezza.
Viene calcolata l'area di un cerchio di diametro uguale a 9 unità ponendola uguale a quella di un quadrato di lato 8 unità.
Applicando le conoscenze odierne:
{\displaystyle A_{quadrato}=8^{2}=64}
{\displaystyle A_{cerchio}=({9 \over 2})^{2}\pi \simeq 20,25\pi }
ciò significa porre
{\displaystyle \pi =64:20,25\simeq 3,16}
che è un'approssimazione abbastanza vicina al pi greco
{\displaystyle \pi \simeq 3,14}

## Problema 79
La filastrocca matematica "7 Case, 7 Gatti, 7 Topi...", conosciuta come Problema 79, è uno dei numerosi problemi matematici contenuti nel Papiro di Rhind. In questa proprietà immaginaria si trovano:
- 7 case
- In ogni casa ci sono 7 gatti
- Ogni gatto cattura 7 topi
- Ogni topo mangia 7 spighe
- Ogni spiga produce 7 heqat di grano

La domanda posta è: "Quante cose ci sono in tutto in questa filastrocca?"
Per "cose" si intendono tutti gli oggetti, gli animali e le misure menzionati nell'indovinello.
Traduzione matematica:
La filastrocca è in realtà una progressione geometrica con ragione 7. I calcoli associati sono i seguenti:
- Case: 7×1=7
- Gatti: 7×7=49
- Topi: 7×49=343
- Spighe: 7×343=2401
- Heqat: 7×2401=16807

Il totale finale è dunque 19607 cose.
Nonostante il contesto serio del papiro, questa filastrocca numerica sembrerebbe essere stata inclusa come un'esercitazione didattica. Secondo lo storico della matematica Carl Benjamin Boyer, questa struttura ricorsiva e progressiva ha lo scopo di stimolare il ragionamento astratto e insegnare agli studenti come affrontare problemi matematici attraverso un approccio ludico e interattivo. L'indovinello non rappresenta solo un gioco di numeri, ma una lezione matematica vera e propria, volta a far riflettere su concetti di progressione e calcolo, dimostrando l'abilità degli antichi Egizi nella formulazione di problemi matematici complessi, presentati in forme accessibili e creative.